# La chica nueva (serie de televisión)
La chica nueva (tailandés: เด็กใหม่ The Series / Dek Mai The Series, Idioma inglés: Girl From Nowhere) es una serie de antología tailandesa de suspenso y fantasía que se estrenó en 2018 en GMM 25. La serie ha sido producida y creada por GMM Grammy. La primera temporada consta de trece episodios de 45 minutos de duración. La segunda temporada fue estrenada el 7 de mayo, consta con ocho episodios de 45 minutos de duración, cada uno basado en un caso real de acoso escolar de chicas de secundaria. La actriz protagonista es Chicha Amatayakul (Nanno), una chica que en cada episodio cambia de instituto con la intención de sacar a la luz diferentes historias de hipocresía.
Uno de los fundamentos de la serie radica en la metamorfosis de algunos personajes de víctimas a triunfadores. Otro de los temas más recurrentes es la venganza.

## Formato
La chica nueva es una serie de antología de trece episodios autoconclusivos. Cada episodio, de una duración aproximada de 45 minutos, narra una historia con una lección moral. Excepto dos historias que están partidas en dos capítulos, en la mayoría de los episodios Nanno cambia de centro docente.
Según Sutinee Satesawan, el director de arte de la serie, cada historia está dirigida por nueve directores diferentes con tal de que la audiencia vea diversos métodos de narración. Satesawan afirma que «si solo hubiera un director que narra la historia de trece escuelas, los capítulos podrían ser similares».

## Trama
Nanno, una chica inteligente y misteriosa de secundaria, se dedica a revelar la cara oculta de las personas relacionadas con las escuelas en las que estudia. Gracias a su capacidad de reconocer la actitud perversa de sus compañeros y docentes, pone en conocimiento público toda clase de mentiras y diversos abusos de poder que observa en las instituciones. Desaparece de una escuela y aparece en otra, pero su misión de revelar lo oculto permanece. Los principales objetivos de Nanno son aquellas personas cuyo comportamiento es incívico y llega a manipularlas para mostrarles las consecuencias de sus acciones.

## Reparto
Protagonista principal
- Chicha Amatayakul como Nanno
- Chanya McClory como Yuri (Temporada 2)

Personajes episódicos

#### Temporada 1
| Episodio 1     | Episodio 1                |
| Personaje      | Reparto                   |
| -------------- | ------------------------- |
| Profesor Win   | Thanavate Siriwattanakul  |
| Vaew           | Shinaradee Siriwattanagul |
| Profesora Mali | Nijsa Suwannapreksachati  |
| Profesor Jib   | Thananon Meesrisong       |
| Director       | Phiphob Kamolketsophon    |
| Profesor Troe  | Tempoom Moolsup           |
| Mei            | Naerunchara Lertprasert   |
| Ing            | Palita Kitiyodom          |
| Num            | Jiraphat Vongruempibool   |
| Wan            | Janpim Rachawangmuang     |
| Policía        | Saranyu Somsre            |
| Guardia        | Surakij Natho             |

| Episodio 2     | Episodio 2                 |
| Personaje      | Reparto                    |
| -------------- | -------------------------- |
| Hok            | Poompat Iam-Samang         |
| I-Tim          | Pajaree Nantarat           |
| Taew           | Thitinan Khlangphet        |
| Hok            | Poompat Iam-Samang         |
| Neung          | Nutchapan Paramacharoenroj |
| Chit           | Ratchanon Wasurat          |
| Profesor       | Pilasinee Jaroenjitt       |
| Entrenador     | Khomkrit Treewimol         |
| Doble de Nanno | Papichaya Prapatanan       |

| Episodio 3            | Episodio 3               |
| Personaje             | Reparto                  |
| --------------------- | ------------------------ |
| Mew                   | Chonnikan Netjui         |
| Pui                   | Sornsiri Chawalitworakul |
| Profesora Plearn      | Ratchanee Boonyatharokul |
| Director              | Sran Tongpan             |
| Padre de Mew          | Chatcharit Wanitpoonphon |
| Madre de Mew          | Nitthanit Kulwiroj       |
| Chica de otra escuela | Darina Boonchu           |
| Anfitrión             | Kantinan Pirat           |
| Guardia               | Wanchart Sirikham        |
| Juez                  | Pakamat Khunpao          |
| Juez                  | Suwaphat Soranan         |
| Juez                  | Atthaphon She Lee        |
| Genio de la guitarra  | Thanut Aubsantie         |

| Episodio 4    | Episodio 4                  |
| Personaje     | Reparto                     |
| ------------- | --------------------------- |
| Dino          | Natthasit Kotimanswhanich   |
| Pop           | Chatchanan Chantajinda      |
| Tap           | Phakinai Junpiyakul         |
| Whan          | Risa Suzuki                 |
| To            | Thanaphat Waranuphap        |
| Padre de Dino | Nuttapol Kummata            |
| Padre de Dino | Sumontha Suanpholrat        |
| Profesora Pum | Arpawee Phurahong Seatapram |

| Episodio 5 | Episodio 5              |
| Personaje  | Reparto                 |
| ---------- | ----------------------- |
| Hann       | Tatchapol Thitiapichai  |
| Yui        | Chanicha Boonpanuvichit |
| Jer        | Yossawat Sittiwong      |
| Thun       | Thanawan Ngamphrom      |
| Profesor   | Suriyon Saela           |
| Doctor     | Peeradaj Rangsamran     |

| Episodios 6 y 7      | Episodios 6 y 7          |
| Personaje            | Reparto                  |
| -------------------- | ------------------------ |
| Bam                  | Morakot Liu              |
| Hermana              | Chidchanok Chumwan       |
| Good                 | Pinsuda Saimai           |
| O                    | Pradanal Nateprasertkul  |
| Teng                 | Pakapol Srirongmuang     |
| Personal de limpieza | Phanisa Kungsadan        |
| Profesor Vinai       | Chaianan Soijumpa        |
| Por                  | Chayapat Wiratyosin      |
| Chica acosadora      | Mullika Saengsiriphaisai |
| Fah                  | Thapanitta Kaewphrom     |
| Cherry               | Bonnie Muanfan Mackay    |
| Top                  | Nattapas Samroengruang   |
| Pichit               | Rermthon Kemapech        |

| Episodio 8         | Episodio 8                |
| Personaje          | Reparto                   |
| ------------------ | ------------------------- |
| T.K.               | Ekawat Niratvorapanya     |
| Butler             | Lerwith Sangsith          |
| Director           | Chawakorn Phetsaitip      |
| Profesor 1         | Preeyasuda Akkarasrisawad |
| Profesor 2         | Sutree Chanachai          |
| Dueño de la tienda | Chalanthorn Menakongka    |
| Padre de T.K.      | Poonpipat Rungruengsiri   |
| Carcelero          | Chatchai Lekchan          |

| Episodio 9   | Episodio 9                   |
| Personaje    | Reparto                      |
| ------------ | ---------------------------- |
| Profesor Tor | Anuchyd Sapanphong           |
| Koh          | Awat Ratanapintha            |
| Suer         | Somjade Theprangsimankul     |
| Sa           | Atchareeya Potipipittanakorn |
| Kaew         | Karntheera Kaosaard          |
| Duang        | Priya Sangkhachinda          |
| Tang         | Chompoopuntip Temtanamongkol |
| Boong        | Kamonporn Kosriyarakwong     |

| Episodio 10   | Episodio 10                     |
| Personaje     | Reparto                         |
| ------------- | ------------------------------- |
| Profesora Aum | Claudia Chakrabandhu Na Ayudhya |
| Profesora Pim | Rinrada Pornsombutsatien        |
| Profesor Fon  | Pantipa Ubonsan                 |
| Profesor Man  | Suchet Rattanon                 |
| Director      | Soontorn Meesri                 |
| Profesor Kwan | Suthakorn Srisawas              |
| Profesor Jade | Thanisorn Mungkronbunmasak      |
| Chin          | Chisanupong Sakunnanthiphat     |
| Ball          | Pisarnsin Korsanan              |
| Cajera        | Thanissara Lappatharanon        |

| Episodio 11       | Episodio 11               |
| Personaje         | Reparto                   |
| ----------------- | ------------------------- |
| Directora         | Piyathida Mirtheeroj      |
| Ying              | Apasiri Kittithanon       |
| Gade              | Punyapa Srathdatip        |
| Cherry            | Ployyukhon Rojjanatrakul  |
| Lilly             | Patamaporn Jantawong      |
| Chompoo (antes)   | Sirada Hathaiwuttipong    |
| Chompoo (después) | Penpitcha Chaiyasert      |
| Jane              | Ratdaporn Cheung          |
| Kim               | Supawadee Pitakworarat    |
| Fah               | Tanyarath Wongsavat       |
| Um                | Thanisorn Jirawatthnaphan |
| Wi                | Chayathanus Saradatta     |
| New               | Tisha Wongpimonporn       |

| Episodios 12 y 13 | Episodios 12 y 13       |
| Personaje         | Reparto                 |
| ----------------- | ----------------------- |
| Thap              | Kunchanuj Kengkarnka    |
| Fong              | Nutnicha Luanganunkun   |
| Chai              | Khitchaphoom Thanarphat |
| Bell              | Suapavee Palisriroj     |
| Proud             | Thitichaya Chiwpreecha  |
| Doctor Kai        | Atikhun Adulpocatorn    |
| Meng              | Nath Owarang            |
| Wit               | Kongkid Visessiri       |
| Shorty            | Chettapat Kueankaeo     |

#### Temporada 2
| Episodio 1     | Episodio 1              |
| Character      | Cast                    |
| -------------- | ----------------------- |
| Nanai          | Teeradon Supapunpinyo   |
| Petch          | Theerarat Wongchuen     |
| Jeng           | Sadanon Durongkaveroj   |
| Lookmhee       | Karnpicha Pongpanit     |
| Pin            | Apiradee Phantusintu    |
| Photographer   | Nautthakan Banyarn      |
| Teacher Muay   | Jirah Krittayapong      |
| Nanai's Father | Prapon Sahavongcharoen  |
| Nanai's Mother | Kaneugnooch Choodornwai |

| Episodio 2                    | Episodio 2                 |
| Character                     | Cast                       |
| ----------------------------- | -------------------------- |
| Teacher Nareumon Trisiriwimol | Penpak Sirikul             |
| Teacher Linda                 | Natda Chawawanid           |
| Headmaster                    | Surapol Poonpiriya         |
| Nareumon (Young)              | Orranat Meeklai            |
| Ruethai (Young)               | Jarusri Sukrajun           |
| Punjan                        | Theerameth Pheerabawornsuk |
| Namneung                      | Jinjutha Korkitthavron     |

| Episodio 3      | Episodio 3           |
| Character       | Cast                 |
| --------------- | -------------------- |
| Minnie          | Patricia Good        |
| Minnie's Father | Sahajak Boonthanakit |
| Ploen's Father  | Adisak Treesirikasem |
| Ploen's Mother  | Pijika Jittaputta    |

| Episodio 4 | Episodio 4              |
| Character  | Cast                    |
| ---------- | ----------------------- |
| Nana       | Thasorn Klinnium        |
| Tubtim     | Apichaya Phanichtrakool |
| Meen       | Jidapa Sae-eiab         |

| Episodio 5 | Episodio 5            |
| Character  | Cast                  |
| ---------- | --------------------- |
| Kaye/K     | Bhumibhat Thavornsiri |
| Headmaster | Chalee Immak          |

| Episodio 6 | Episodio 6              |
| Character  | Cast                    |
| ---------- | ----------------------- |
| Teacher A  | Patharawarin Timkul     |
| Teacher B  | Chutima Teepanat        |
| Headmaster | Vutichai Srisantiroj    |
| Mie        | Sujitra Hemhiran        |
| Jelly      | Phromporn Phrommapirom  |
| New        | Ratchanon Aungsirisawat |

| Episodio 7       | Episodio 7             |
| Character        | Cast                   |
| ---------------- | ---------------------- |
| Jenny X          | Phantira Pipityakorn   |
| Jenny X's Father | Supoj Pongpancharoen   |
| Jenny X's Mother | Nipawan Taweepornsawon |

| Episodio 8   | Episodio 8     |
| Character    | Cast           |
| ------------ | -------------- |
| Teacher Waan | Yarinda Bunnag |
| Junko        | Ploy Sornarin  |

## Episodios

### Primera temporada (2018)
Cada episodio consta de historias individuales y la aparición de Nanno en cada escuela de Educación secundaria.
| N.º | Título                                 | Dirigido por                  | Escrito por                                                            | Fecha de emisión original |
| --- | -------------------------------------- | ----------------------------- | ---------------------------------------------------------------------- | ------------------------- |
| 1 | «La Dolorosa Verdad»                   | Pairach Khumwan               | Tinnapat Banyatpiyapoj, Kongdej Jaturanrasamee y Aticha Tanthanawigrai | 08 de agosto de 2018      |
| Nanno (Amatayakul) llega a un instituto, publicitado como el mejor del año, y se ofrece a grabar un vídeo de yoga dirigido por el profesor Win (Thanawat Siriwatanakul). A través de su participación en el vídeo, Nanno se da cuenta del lado oscuro que oculta el centro.                                                         |                                        |                               |                                                                        |                           |
| 2 | «Disculpas»                            | Sitisiri Mongkolsiri          | Tinnapat Banyatpiyapoj, Kongdej Jaturanrasamee y Aticha Tanthanawigrai | 15 de agosto de 2018      |
| Tres jugadores de baloncesto hacen todo lo posible por seducir a Nanno, así que, piden ayuda a dos chicas que tienen envidia de Nanno. Organizan una fiesta y sucede un incidente que lo cambia todo. El episodio introduce elementos del cine fantástico.                                                                          |                                        |                               |                                                                        |                           |
| 3 | «Trofeo»                               | Apiwat Supateerapong          | Tinnapat Banyatpiyapoj, Kongdej Jaturanrasamee y Aticha Tanthanawigrai | 22 de agosto de 2018      |
| En un instituto para estudiantes con altas capacidades intelectuales, Mei (Chonnikan Netjui) quiere convertirse en una estudiante ejemplar y Nanno le ofrece un atajo para alcanzar ese éxito. |                                        |                               |                                                                        |                           |
| 4 | «Podrido de Dinero»                    | Komgrit Triwimol              | Tinnapat Banyatpiyapoj, Kongdej Jaturanrasamee y Aticha Tanthanawigrai | 29 de agosto de 2018      |
| Rodeado de compañeros con un gran poder adquisitivo, Dino (Nutthasit Kotimanuswanich) intenta guardar las apariencias y organiza una reunión con sus amigos en una supuesta lujosa casa de su propiedad. Para ello, requiere la ayuda de Nanno.                                                                                     |                                        |                               |                                                                        |                           |
| 5 | «Amor Social»                          | T-Thawat Taifayongvichit      | Tinnapat Banyatpiyapoj, Kongdej Jaturanrasamee y Aticha Tanthanawigrai | 05 de septiembre de 2018  |
| Nanno y Hann (Tatchapol Thitiapichai) actúan como si fueran pareja en un vídeo que se sube a las redes sociales. Esta falsa historia de amor causa furor entre los estudiantes del centro por lo que afecta a las vidas de Hann (Tatchapol Thitiapichai) y su novia real, Yui (Chanicha Boonpanuvichit).                            |                                        |                               |                                                                        |                           |
| 6 | «La Pared de las Maravillas: 1ª Parte» | Jatuphong Rungrueangdechaphat | Tinnapat Banyatpiyapoj, Kongdej Jaturanrasamee y Aticha Tanthanawigrai | 12 de septiembre de 2018  |
| Nombran a Nanno ayudante de Bam (Morakot Liu), que es la capitana del equipo de fútbol. Bam (Morakot Liu) no está satisfecha con ella y canaliza esa ira apuntando sus deseos más crueles en la pared de un lavabo del instituto. Los escritos se convierten en realidad.                                                           |                                        |                               |                                                                        |                           |
| 7 | «La Pared de las Maravillas: 2ª Parte» | Jatuphong Rungrueangdechaphat | Tinnapat Banyatpiyapoj, Kongdej Jaturanrasamee y Aticha Tanthanawigrai | 19 de septiembre de 2018  |
| La mayoría de estudiantes utilizan la pared de los deseos y esto, acarrea consecuencias inesperadas. |                                        |                               |                                                                        |                           |
| 8 | «Perdido y Encontrado»                 | Siwawut Sewatanon             | Tinnapat Banyatpiyapoj, Kongdej Jaturanrasamee y Aticha Tanthanawigrai | 26 de septiembre de 2018  |
| Nanno empieza una relación de amistad con TK (Ekawat Niratvorapanya), un chico cleptómano y que mantiene una mala relación con su padre. Esto desencadena una situación adversa. |                                        |                               |                                                                        |                           |
| 9 | «Trampa»                               | Jatuphong Rungrueangdechaphat | Tinnapat Banyatpiyapoj, Kongdej Jaturanrasamee y Aticha Tanthanawigrai | 03 de octubre de 2018     |
| Tal como Nanno llega al nuevo instituto, aparece en escena un prisionero fugitivo que comienza a disparar. Nanno se refugia en un aula junto con más estudiantes, un profesor y la hija de este último. |                                        |                               |                                                                        |                           |
| 10 | «Gracias Profesora»                    | Varayu Ruksku                 | Tinnapat Banyatpiyapoj, Kongdej Jaturanrasamee y Aticha Tanthanawigrai | 10 de octubre de 2018     |
| La profesora Aum (Claudia Chakrapan) intenta modificar el modelo educativo en sus clases, pero la dirección del centro le insta a seguir los métodos de enseñanza del instituto. Todo esto hace aflorar un traumático pasado que incrementa la ira en la docente.                                                                   |                                        |                               |                                                                        |                           |
| 11 | «La Clasificación»                     | Chaianan Soijumpa             | Tinnapat Banyatpiyapoj, Kongdej Jaturanrasamee y Aticha Tanthanawigrai | 17 de octubre de 2018     |
| Nanno llega a un centro donde se clasifican a las mujeres según su grado de belleza. Ying (Apasiri Kittithanon) intenta superar por cualquier medio a Nanno, que está en un puesto superior a ella. |                                        |                               |                                                                        |                           |
| 12 | «Gran Amistad: 1ª Parte»               | Komgrit Triwimol              | Tinnapat Banyatpiyapoj, Kongdej Jaturanrasamee y Aticha Tanthanawigrai | 24 de octubre de 2018     |
| Los primeros compañeros del instituto de Nanno desentierran una cápsula del tiempo. Posteriormente, en una reunión de antiguos estudiantes, la abren y descubren un móvil que pertenecía a Nanno. Comentan el carácter psicosis que tenía. Ella, que ha estado todo el tiempo en la sala sin que lo supieran, interrumpe la fiesta. |                                        |                               |                                                                        |                           |
| 13 | «Gran Amistad: 2ª Parte»               | Komgrit Triwimol              | Tinnapat Banyatpiyapoj, Kongdej Jaturanrasamee y Aticha Tanthanawigrai | 31 de octubre de 2018     |
| Nanno desvela un secreto de su antiguo compañero Thap (Kunchanuj Kengkarnka) que desencadena en la revelación de confidencias de los estudiantes presentes en la fiesta. |                                        |                               |                                                                        |                           |

### Segunda temporada (2021)
| N.º en serie | N.º en temp. | Título                                                    | Dirigido por | Escrito por                                                            | Fecha de emisión original |
| --- | ------------ | --------------------------------------------------------- | ------------ | ---------------------------------------------------------------------- | ------------------------- |
| 1 | 2            | «Embarazado»                                              | —            | Tinnapat Banyatpiyapoj, Kongdej Jaturanrasamee y Aticha Tanthanawigrai | 7 de mayo de 2021         |
| Nanai es un chico popular en la escuela que tiene el mal hábito de embarazar a las chicas, por lo cual Nanno decide pagarle con la misma moneda.                                            |              |                                                           |              |                                                                        |                           |
| 2 | 2            | «True Love»                                               | —            | Tinnapat Banyatpiyapoj, Kongdej Jaturanrasamee y Aticha Tanthanawigrai | 7 de mayo de 2021         |
| Cuando una elitista escuela de señoritas empieza a admitir varones, Nanno se resiste a las normas que reprimen la interacción entre chicas y chicos.                                        |              |                                                           |              |                                                                        |                           |
| 3 | 2            | «Minnie y los cuatro muertos»                             | —            | Tinnapat Banyatpiyapoj, Kongdej Jaturanrasamee y Aticha Tanthanawigrai | 7 de mayo de 2021         |
| Gracias a su adinerado y bien relacionado padre, Minnie nunca tiene que afrontar las consecuencias..., hasta que su imprudencia ocasiona la muerte de unas compañeras.                      |              |                                                           |              |                                                                        |                           |
| 4 | 2            | «Yuri»                                                    | —            | Tinnapat Banyatpiyapoj, Kongdej Jaturanrasamee y Aticha Tanthanawigrai | 7 de mayo de 2021         |
| Nanno (Chicha Amatayakul) intenta ayudar a una alumna pobre a desquitarse de los compañeros de clase ricos que la menosprecian, pero puede que Nanno haya encontrado la horma de su zapato. |              |                                                           |              |                                                                        |                           |
| 5 | 2            | «Antigüedad, orden, tradición, unidad y espíritu (SOTUS)» | —            | Tinnapat Banyatpiyapoj, Kongdej Jaturanrasamee y Aticha Tanthanawigrai | 7 de mayo de 2021         |
| Kaye, alumno del último año, se sobrepasa haciéndole novatadas a un grupo de alumnos menores. Le llega a Nanno la oportunidad de bajarle los humos.                                         |              |                                                           |              |                                                                        |                           |
| 6 | 2            | «Liberación»                                              | —            | Tinnapat Banyatpiyapoj, Kongdej Jaturanrasamee y Aticha Tanthanawigrai | 7 de mayo de 2021         |
| En Pantanawittaya, los alumnos deben obedecer estrictamente las normas sin chistar, pero Nanno disfruta de romper tantas como pueda.                                                        |              |                                                           |              |                                                                        |                           |
| 7 | 2            | «JennyX»                                                  | —            | Tinnapat Banyatpiyapoj, Kongdej Jaturanrasamee y Aticha Tanthanawigrai | 7 de mayo de 2021         |
| Los padres de la famosa influencer JennyX la obligan a mantener su imagen para asegurar el flujo de ganancias, pero todo cambia cuando ella conoce a Nanno.                                 |              |                                                           |              |                                                                        |                           |
| 8 | 2            | «El juicio»                                               | —            | Tinnapat Banyatpiyapoj, Kongdej Jaturanrasamee y Aticha Tanthanawigrai | 7 de mayo de 2021         |
| La rivalidad de Nanno y Yuri alcanza un punto crítico a causa del destino de una madre y su hija que, quizá, sean responsables de muchas desapariciones y muertes.                          |              |                                                           |              |                                                                        |                           |

## Producción

### Creación y desarrollo
A finales de 2016, GMM Grammy se unió con la agencia de publicidad tailandesa SOUR Bangkok para la creación de Girl From Nowhere. Entre las tres premisas para la nueva serie, se seleccionó la propuesta de Damisa Ongsiriwattana (fundadora de SOUR Bangkok y publicista): «Girl From Nowhere es la historia de unas chicas que van a la escuela».  El concepto de la idea provino del afán de Onsiriwattana por ver anime y decidió crear una serie que combina el género de suspense y el fantástico; declaró que en Tailandia aún no existía ninguna serie con estas características.  El periódico tailandés the Momentum considera la serie «una novedad en la industria del entretenimiento tailandés».
El equipo de la serie se inspiró en el modelo de Black Mirror (Netflix) en el cual cada capítulo es independiente, pero Ongsiriwattana enfoca la historia desde el punto de vista de una mujer. Se basaron en un caso real de una chica de secundaria que fue víctima de «burlas, fue intimidada e, incluso, fue violada». El periódico tailandés The Standard  afirma que la estudiante real no se opuso y, por ello, en la serie, la protagonista se venga de aquellas personas que la maltratan con el fin de luchar por las mujeres.  Paralelamente, todos los capítulos están fundamentados en el movimiento Me Too ya que, según Chicha Amatayakul, la historia promueve que las mujeres abusadas no se tienen que sentir avergonzadas, sino que el perpetrador de la agresión sexual y/o acoso sexual es el culpable.

### Temas tratados
La serie explora diversos conceptos asociados con los problemas de los estudiantes. Girl From Nowhere trata temas como el acoso escolar, el acoso hacia las mujeres, la imposición de la belleza y el abuso de poder con el propósito de mostrar que el sistema escolar puede llegar a ser corrompible. Damisa Ongsiriwattana, la directora creativa ejecutiva, alega que una gran parte de la audiencia femenina compartió sus historias de acoso en la página oficial de fanes de Facebook. Esto dio lugar a que los seguidores ofrecieran consejo a estas víctimas. Ongsiriwattana explica que, aunque haya imágenes de violencia en la serie, no significa que esta enaltezca la violencia y concluye que «ser víctima no es el destino de las mujeres».
También, se abordan otros temas relacionados con las inseguridades de los adolescentes como el deseo de encajar en una escuela, el poder económico y la diferencia entre los ricos y los pobres, el éxito, el miedo al fracaso escolar, el uso de las redes sociales y los fanáticos radicales, etc.

## Distribución
La primera temporada de Girl From Nowhere se estrenó en Tailandia el 8 de agosto de 2018 en el canal GMM 25. También, fue distribuida el 27 de octubre de 2018 en Netflix. En un principio, el equipo de la serie tuvo que acortar y reeditar los episodios para su lanzamiento en dicha plataforma. El contenido de las escenas fue modificado ligeramente con el fin de no herir la sensibilidad del espectador. Por ello, el método narrativo sería distinto al de la versión original tailandesa. Sin embargo, Netflix optó por lanzar la versión íntegra y sin censura de los episodios para su estreno mundial dado que en Tailandia fue el número 1 en GMM 25. En países como el Reino Unido, La Chica Nueva está restringida a individuos menores de 18 años ya que la serie contiene escenas de: «violencia sexual, de mucha violencia y imágenes sangrientas».
La segunda temporada fue estrenada el 7 de mayo de 2021.

## Premios

### London International Awards[21]
| Año  | Categoría                                                                         | Nominado(s)                                                            | Resultado |
| ---- | --------------------------------------------------------------------------------- | ---------------------------------------------------------------------- | --------- |
| 2018 | Premio de oro al mejor guion de un programa de televisión (Branded Entertainment) | Tinnapat Banyatpiyapoj, Kongdej Jaturanrasamee y Aticha Tanthanawigrai | Ganadora  |

### Adman Awards[22][23]
| Año  | Categoría                                             | Nominado(s)               | Resultado |
| ---- | ----------------------------------------------------- | ------------------------- | --------- |
| 2018 | Premio de bronce a la campaña digital multiplataforma | GMM Grammy y SOUR Bangkok | Ganadora  |
| 2018 | Premio de plata a Ad That Works                       | GMM Grammy y SOUR Bangkok | Ganadora  |

### B.A.D Awards[24]
| Año  | Categoría | Nominado(s)               | Resultado |
| ---- | --- | ------------------------- | --------- |
| 2018 | Premio de oro a la mejor serie (Branded Content and Entertainment)                                            | Serie (Girl From Nowhere) | Ganadora  |
| 2018 | Premio de oro al mejor Branded Content and Entertainment: en línea y viral                                    | GMM Grammy y SOUR Bangkok | Ganadora  |
| 2018 | Premio de oro a la mejor campaña integrada por la plataforma de contenido (Branded Content and Entertainment) | GMM Grammy y SOUR Bangkok | Ganadora  |

### Adfest[25]
| Año  | Categoría                     | Nominado(s)  | Resultado |
| ---- | ----------------------------- | ------------ | --------- |
| 2019 | Premio de oro Effective Lotus | SOUR Bangkok | Ganadora  |

### Gerety Awards[26]
| Año  | Categoría                            | Nominado(s)               | Resultado |
| ---- | ------------------------------------ | ------------------------- | --------- |
| 2019 | Premio shortlist a Entertainment cut | Serie (Girl From Nowhere) | Ganadora  |
| 2019 | Premio shortlist a Innovation cut    | Serie (Girl From Nowhere) | Ganadora  |